# Ramen worm
O Ramen worm, ou vírus Ramen, foi um worm que se espalhou em janeiro de 2001, visando sistemas com a distribuição 6.2 e 7.0 do Red Hat Linux.

## Características
Propagava-se utilizando uma técnica de força bruta, procurando na Internet por outras máquinas executando o Red Hat Linux e copiando-se para elas. Assim que infetava a máquina, instalava um rootkit e enviava a identidade do sistema para um endereço de email codificado no worm. Substituia todos os ficheiros chamados index.html por uma versão alterada com o título de página "Ramen Crew", contendo o seguinte texto:

RameN Crew
Hackers looooooooooooooooove noodles.
This site powered by
[image: http://www.nissinfoods.com/tr_oriental.jpg]
A foto veio do site do fabricante e tinha o endereço de internet da época www.nissinfoods.com/tr_oriental.jpg. A imagem não está mais disponível neste endereço. No entanto, você pode visualizar uma versão arquivada no Wayback Machine. 